# Hungry Heart
〈Hungry Heart〉는 브루스 스프링스틴이 다섯 번째 음반 《The River》에서 작곡하고 공연한 곡이다. 이 곡은 1980년에 이 음반의 리드 싱글로 발매되었고 5위를 차지한 빌보드 핫 100 차트에서 스프링스틴의 첫 번째 히트곡이 되었다.

## 곡 목록
1. "Hungry Heart" – 3:19
2. "Held Up Without a Gun" – 1:15